# Xavi Vierge
Xavier Vierge Zafra, né le 30 avril 1997 à Castellbisbal, est un pilote de vitesse moto espagnol. En 2015, il est vice-champion du FIM CEV Moto2 European Championship.

## Carrière
Il commence sa carrière en Moto2 en 2015 en remplacement de Ricard Cardús sur la seconde moitié de la saison, avant d'intégrer définitivement l'équipe en 2016.
Née à Barcelone , Vierge a terminé deuxième du Championnat d'Europe FIM CEV Moto2 2015 . La même année, il fait ses débuts dans le championnat du monde Moto2 en tant que remplaçant permanent de Ricard Cardús dans l' équipe Tech 3 à partir du dixième tour de la saison ,  sans marquer de points au championnat. Il a été retenu par l'équipe pour 2016 ; il a marqué ses premiers points en Grand Prix en Argentine et a obtenu un meilleur résultat de 8e à Sepang et à la fin de la saison, il a reçu le prix Moto2 Rookie of the Year. 
Il est resté avec l'équipe pour la saison 2017 , cette fois en partenariat avec l'Australien Remy Gardner . Gardner a été contraint de rater le tour d'Austin en raison d'une chute au tour précédent et a été remplacé par Julián Simón . Lors du Grand Prix d'Italie , Vierge a été contraint de s'absenter de la course en raison d'un traumatisme thoracique à la suite d'une chute en qualifications. A Assen , Vierge s'est cassé le bras lors des essais libres et a de nouveau été contraint de ne pas participer à l'épreuve. Il a également dû s'absenter au prochain tour à Sachsenring et a été remplacé par Héctor Garzó . Chez Motegi, Vierge a remporté son premier podium au championnat avec une deuxième place.

Le 5 août 2017, il a été annoncé que Vierge rejoindrait Dynavolt Intact GP pour la saison 2018 , en partenariat avec Marcel Schrötter , qui était également son coéquipier chez Tech 3 au second semestre 2015. Il a décroché sa première pole en Argentine et a terminé le course à la deuxième place. En Autriche , il a eu une mauvaise chute en qualifications après un rapprochement avec Steven Odendaal .Il termine sa saison 11em.

Le 22 août 2018, il a été confirmé que Vierge signerait pour EG 0,0 Marc VDS pour la saison 2019, en partenariat avec Álex Márquez , le frère cadet de Marc Márquez . Vierge a remplacé Joan Mir , qui est passé en MotoGP avec Suzuki . Sa place au Dynavolt Intact GP a été prise par Thomas Lüthi , qui est revenu en Moto2 après une saison dans la catégorie reine.
2019, Dans la course d'ouverture au Qatar , première course également avec les nouveaux triples moteurs Triumph 765 cm3, Vierge qualifiée deuxième, prit la tête au départ, puis retomba à la dixième place à la fin de la course.
Lors de la prochaine course en Argentine , Vierge a pris la pole position pour la deuxième saison consécutive, mais un problème dans le tour de chauffe l'a empêché de prendre le départ. Sa malchance a continué à Austin , lorsqu'il a été impliqué dans une chute au premier tour au premier virage avec Fabio Di Giannantonio et Joe Roberts .Il termine cette saison 13em.
2020 – Xavi signe chez Petronas Sprinta Racing, il se retrouve aux côtés de Jake Dixon pour cette année spéciale traversée par le COVID..Beaucoup d’abandons et pas de podium et pourtant une 10em place finale qui restera a confirmer pour 2021 toujours dans l’équipe Pétronas pour le # 97

## Statistiques en Grand Prix

### Par saison
(Mise à jour après le  Grand Prix moto de la Communauté valencienne 2021)
| Sais  | Cat.  | Moto  | Course | Vict | Pod | Pole | M.tour | Pts | Class | Titre |
| ----- | ----- | ----- | ------ | ---- | --- | ---- | ------ | --- | ----- | ----- |
| 2015  | Moto2 | Tech3 | 9      | 0    | 0   | 0    | 0      | 0   | NC    | -     |
| 2016  | Moto2 | Tech3 | 18     | 0    | 0   | 0    | 0      | 37  | 20e   | -     |
| 2017  | Moto2 | Tech3 | 15     | 0    | 1   | 0    | 0      | 98  | 11e   | -     |
| 2018  | Moto2 | Kalex | 17     | 0    | 2   | 1    | 2      | 131 | 11e   | -     |
| 2019  | Moto2 | Kalex | 18     | 0    | 0   | 1    | 0      | 81  | 13e   | -     |
| 2020  | Moto2 | Kalex | 15     | 0    | 0   | 1    | 0      | 79  | 10e   | -     |
| 2021  | Moto2 | Kalex | 18     | 0    | 1   | 0    | 0      | 93  | 11e   | -     |
| Total |       |       | 110    | 0    | 4   | 3    | 2      | 519 |       |       |

- *Saison en cours

### Par catégorie
(Mise à jour après le  Grand Prix moto de la Communauté valencienne 2021)
| Catégorie | Année | 1er GP   | 1er Podium | 1re Victoire | Courses | Victoires | Podiums | Pole | M.tours¹ | Points | Titres |
| --------- | ----- | -------- | ---------- | ------------ | ------- | --------- | ------- | ---- | -------- | ------ | ------ |
| Moto2     | 2015- | IND 2015 | JPN 2017   |              | 110     | 0         | 3       | 4    | 2        | 519    | 0      |
| Total     | 2015- |          |            |              | 110     | 0         | 3       | 4    | 2        | 519    | 0      |

### Résultats par année
| Année | Catégorie | Moto   | 1       | 2       | 3       | 4       | 5       | 6       | 7      | 8       | 9       | 10      | 11      | 12     | 13      | 14      | 15      | 16      | 17      | 18      | 19      | Pos | Pts |
| ----- | --------- | ------ | ------- | ------- | ------- | ------- | ------- | ------- | ------ | ------- | ------- | ------- | ------- | ------ | ------- | ------- | ------- | ------- | ------- | ------- | ------- | --- | --- |
| 2015  | Moto2     | Tech 3 | QAT     | AME     | ARG     | ESP     | FRA     | ITA     | CAT    | NED     | GER     | IND Ab. | CZE Ab. | GBR 22 | RSM 23  | ARA 16  | JPN Ab. | AUS 19  | MAL 22  | VAL 17  |         | NC  | 0   |
| 2016  | Moto2     | Tech 3 | QAT Ab. | ARG 14  | AME 20  | ESP Ab. | FRA 15  | ITA Ab. | CAT 20 | NED 17  | GER Ab. | AUT 16  | CZE 12  | GBR 13 | RSM 12  | ARA 17  | JPN 11  | AUS 10  | MAL 8   | VAL 12  |         | 20e | 35  |
| 2017  | Moto2     | Tech 3 | QAT 9   | ARG 5   | AME 9   | ESP Ab. | FRA 9   | ITA DNS | CAT 8  | NED DNS | GER     | CZE 5   | AUT Ab. | GBR 12 | RSM 14  | ARA 14  | JPN 2   | AUS 5   | MAL 8   | VAL Ab. |         | 11e | 98  |
| 2018  | Moto2     | Kalex  | QAT 8   | ARG 2   | AME Ab. | SPA 4   | FRA 5   | ITA 9   | CAT 5  | NED Ab. | GER 7   | CZE 5   | AUT DNS | GBR C  | RSM 10  | ARA Ab. | THA 11  | JPN 7   | AUS 3   | MAL 11  | VAL Ab. | 11e | 131 |
| 2019  | Moto2     | Kalex  | QAT 10  | ARG DNS | AME Ab. | SPA 6   | FRA 5   | ITA 12  | CAT 8  | NED Ab. | GER Ab. | CZE 24  | AUT Ab. | GBR 10 | RSM 8   | ARA 10  | THA Ab. | JPN Ab. | AUS Ab. | MAL 4   | VAL 7   | 13e | 81  |
| 2020  | Moto2     | Kalex  | SPA 9   | ANC 10  | CZE 8   | AUT 12  | STY 5   | RSM 6   | EMR 4  | CAT Ab. | FRA Ab. | ARA Ab. | TER 16  | EUR 9  | VAL 13  | POR 10  |         |         |         |         |         | 10e | 70  |
| 2021  | Moto2     | Kalex  | QAT Ab. | DOA 9   | POR 7   | SPA 6   | FRA Ab. | ITA Ab. | CAT 3  | GER Ab. | NED 8   | STY 9   | AUT 14  | GBR 8  | ARA Ab. | RSM 8   | AME 8   | EMI Ab. | ALR Ab. | VAL 6   |         | 11e | 93  |

Système d’attribution des points
| Position | 1er | 2e | 3e | 4e | 5e | 6e | 7e | 8e | 9e | 10e | 11e | 12e | 13e | 14e | 15e |
| Points   | 25  | 20 | 16 | 13 | 11 | 10 | 9  | 8  | 7  | 6   | 5   | 4   | 3   | 2   | 1   |

| Couleur | Résultat                     |
| ------- | ---------------------------- |
| Or      | Vainqueur                    |
| Argent  | 2e place                     |
| Bronze  | 3e place                     |
| Vert    | Terminé, dans les points     |
| Bleu    | Terminé, pas dans les points |
| Violet  | Abandon (Ab.) ou (Ret)       |
| Violet  | Non classé (NC)              |
| Rouge   | Pas qualifié (DNQ)           |
| Noir    | Disqualifié (DSQ)            |
| Blanc   | Pas au départ (DNS)          |
| Blanc   | Forfait (WD)                 |
| Blanc   | N'a pas participé (DNP)      |
| Blanc   | Blessé (INJ)                 |
| Blanc   | Exclu (EX)                   |
| Blanc   | Course annulée (C)           |